# Garcinia novoguineensis
Garcinia novoguineensis är en tvåhjärtbladig växtart som beskrevs av Vesque. Garcinia novoguineensis ingår i släktet Garcinia och familjen Clusiaceae. Inga underarter finns listade i Catalogue of Life.